# Tokugawa Iemochi
Tokugawa Iemochi (徳川 家茂) (Minato, 17 de julho de 1846 - Castelo de Osaka, 29 de agosto de 1866) foi o 14.º xogum do Xogunato Tokugawa do Japão, exercendo o cargo de 1858 a 1866. Durante seu reinado, teve que lidar com a abertura do contato do Japão com o resto do mundo após a vinda de Matthew C. Perry em 1853. O período de decadência do xogunato se iniciou durante seu reinado.

## Biografia
Seu nome ao nascer era Kikuchiyo. Foi o 11.º filho do 11.º daimiô de Wakayama han, Tokugawa Nariyuki, e nasceu em Edo (atual Tóquio).
Em 1847, com um ano de idade, foi adotado como herdeiro do 12.º daimiô Tokugawa Narikatsu, e o sucedeu em 1849, mudando seu nome para Tokugawa Yoshitomi em 1851. No entanto, em 1858 foi nomeado sucessor da linhagem principal dos Tokugawa devido à morte repentina do 13.º xogum, Tokugawa Iesada, que não deixou herdeiros. A eleição de Yoshitomi transcorreu pacificamente, apesar de outros partidos do governo terem recomendado Tokugawa Yoshinobu e Matsudaira Naritami para o cargo. Diferentemente de Kikuchiyo, aqueles eram adultos. Ao assumir o cargo de xogum, Kikuchiyo alterou seu nome para Iemochi.
Em 22 de abril de 1863, realizou uma grande procissão até Quioto, seguido por 3 000 servos em sua marcha, para visitar o Imperador do Japão. Antes disso, a última vez que em que um xogum visitara Quioto havia sido em 1603.
Como parte do movimento Kobe Gattai (“União da Corte e do Xogunato”), Iemochi casou-se com a Princesa Imperial Kazu-no-miya Chikako, filha do Imperador Ninkō e irmã mais nova do Imperador Kōmei. O casal não deixou filhos, apesar da vontade da esposa.
Iemochi faleceu aos 20 anos de idade, o que levou Kazu-no-miya Chikako a viver como monja até a queda do Xogunato. Acredita-se que a morte de Iemochi tenha sido causada por insuficiência cardíaca após ele desenvolver beriberi, uma doença ocasionada por deficiência de tiamina, porém há suspeitas de que ele tenha sido assassinado.